# Улица Правды (Москва)
У́лица Пра́вды (также — у́лица «Пра́вды») названа в 1934 году в честь газеты «Правда», самой распространённой и влиятельной газеты СССР. Прежнее название — 2-я у́лица Ямско́го По́ля. Расположена между Ленинградским проспектом и площадью Савёловского Вокзала в Северном административном округе города Москвы.

## История
2-я улица Ямского Поля возникла в начале XIX века, когда на пахотном поле Тверской ямской слободы было распланировано строительство жилых кварталов.
 Переименована 3 марта 1934 года в связи со строительством здесь издательского комплекса комбината «Правда» по проекту архитектора П. А. Голосова.

## Расположение
Улица Правды ведёт от Ленинградского проспекта на северо-восток до Третьего транспортного кольца — на стыке улиц Нижняя Масловка и Сущёвского Вала. С юго-востока к улице Правды примыкает 3-я улица Ямского Поля, с северо-запада — переулок Расковой, далее улица пересекает 5-ю улицу Ямского Поля. Нумерация домов начинается от Ленинградского проспекта.

## Примечательные здания и сооружения
По нечётной стороне:
- № 1 стр.1 — Китайский Культурный Центр (изначально особняк промышленников Рябушинских постройки 1898 года, перестроен в 1914 году для музея иконописи, в советское время — Дом культуры авиаработников им. Чкалова, в 1992—2009 годах — казино)[4][5].
- № 1а — школа № 155 построено в 1937 году, сейчас школа присоединена к гимназии № 1570, а здание снесено.

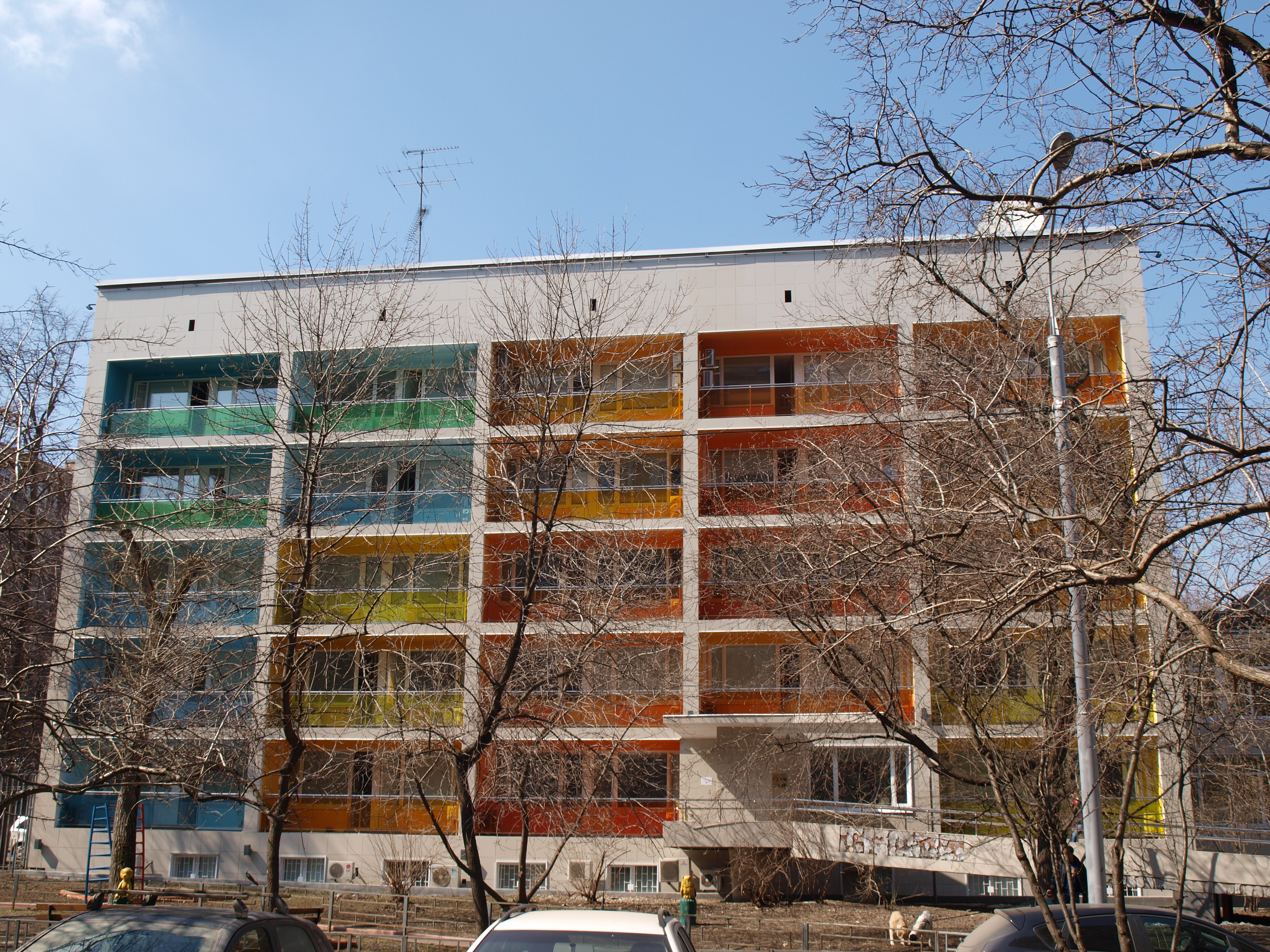
Дом 15 стр.2

- № 11 — жилой семи-девятиэтажный дом 1953 года постройки, индивидуальный проект. Здесь жил В. Г. Кузькин.

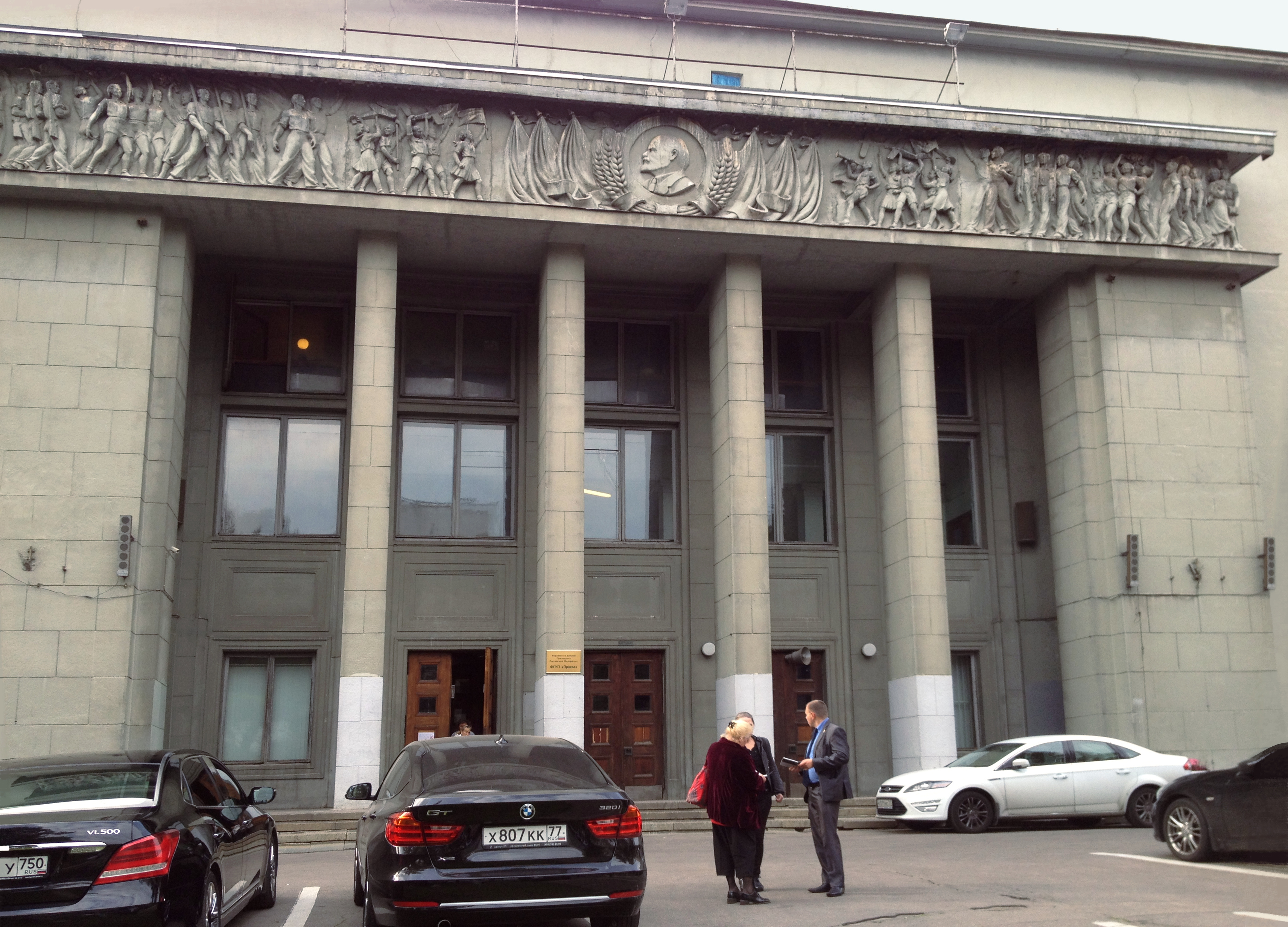
Дом 21 стр.1

- № 15 стр.2 — производственные и вещательные помещения телеканалов, входящих в медиахолдинг «СТС Медиа»[6].
- № 17/19 — жилой дом (1951, архитектор Е. Л. Иохелес). Проект удостоен почётной грамоты всероссийского конкурса на лучшие здания 1951 года[7].
- № 21 стр.1 — Дом культуры «Правда» (1935—1937, архитекторы Н. М. Молоков, Н. Д. Чекмотаев, автор барельефа — скульптор Б. В. Валентинов);  памятник архитектуры (региональный)[8].
 С сентября 2016 года в здании проходят съёмки общественно-политического ток-шоу «60 минут», идущего на телеканале «Россия-1».

По чётной стороне:
- № 2 — семиэтажный жилой дом завода «Авиахим» (1931—1937, архитектор Н. А. Метлин)[9].
- № 4 — жилой дом 1958 года постройки. Здесь жил Г. А. Цырков[10].
- № 6 — Центральное хранилище Центрального банка РФ.

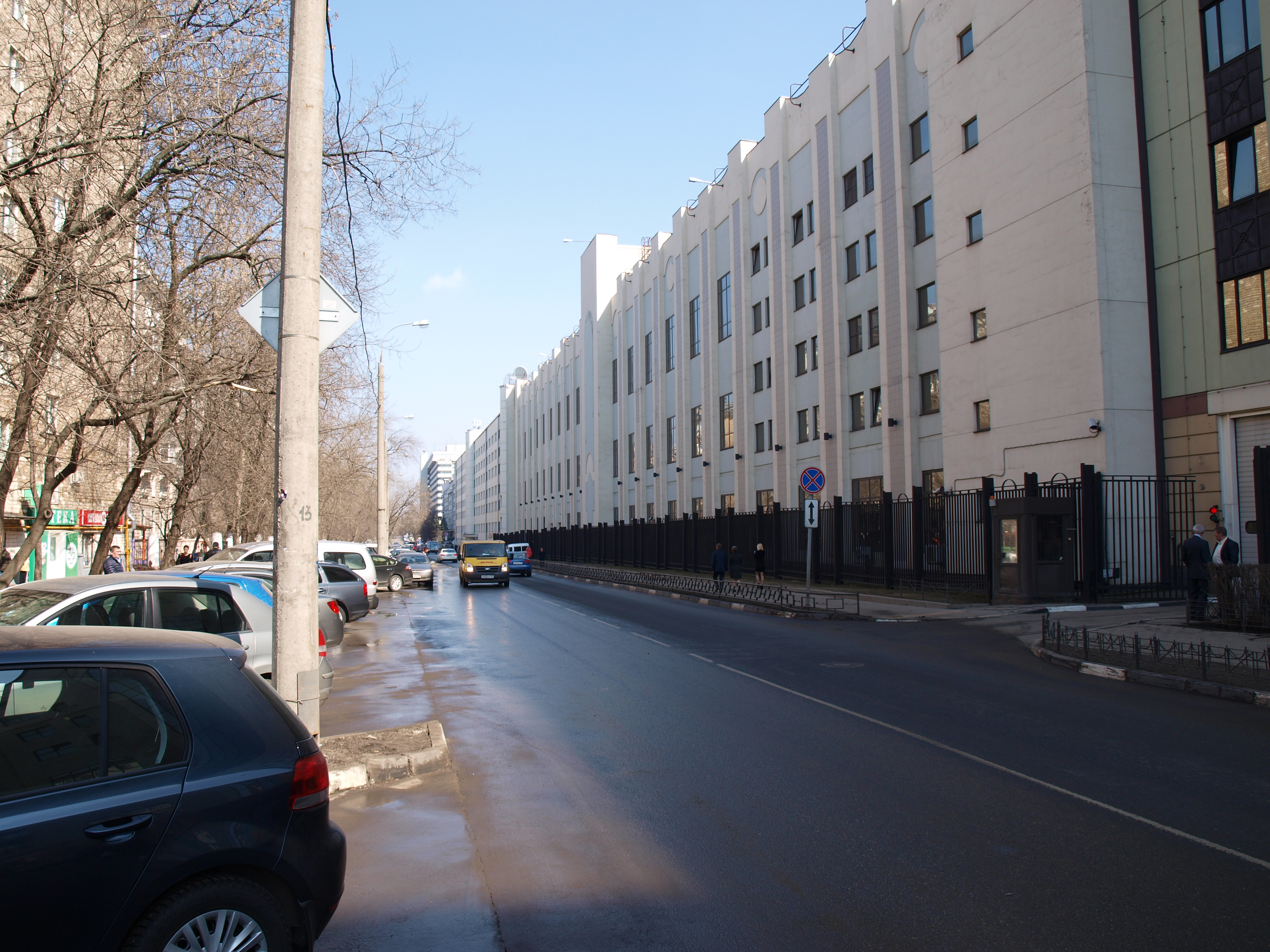
Дом 6 стр.1

- № 6 стр.1 — офисное здание 1979 года.

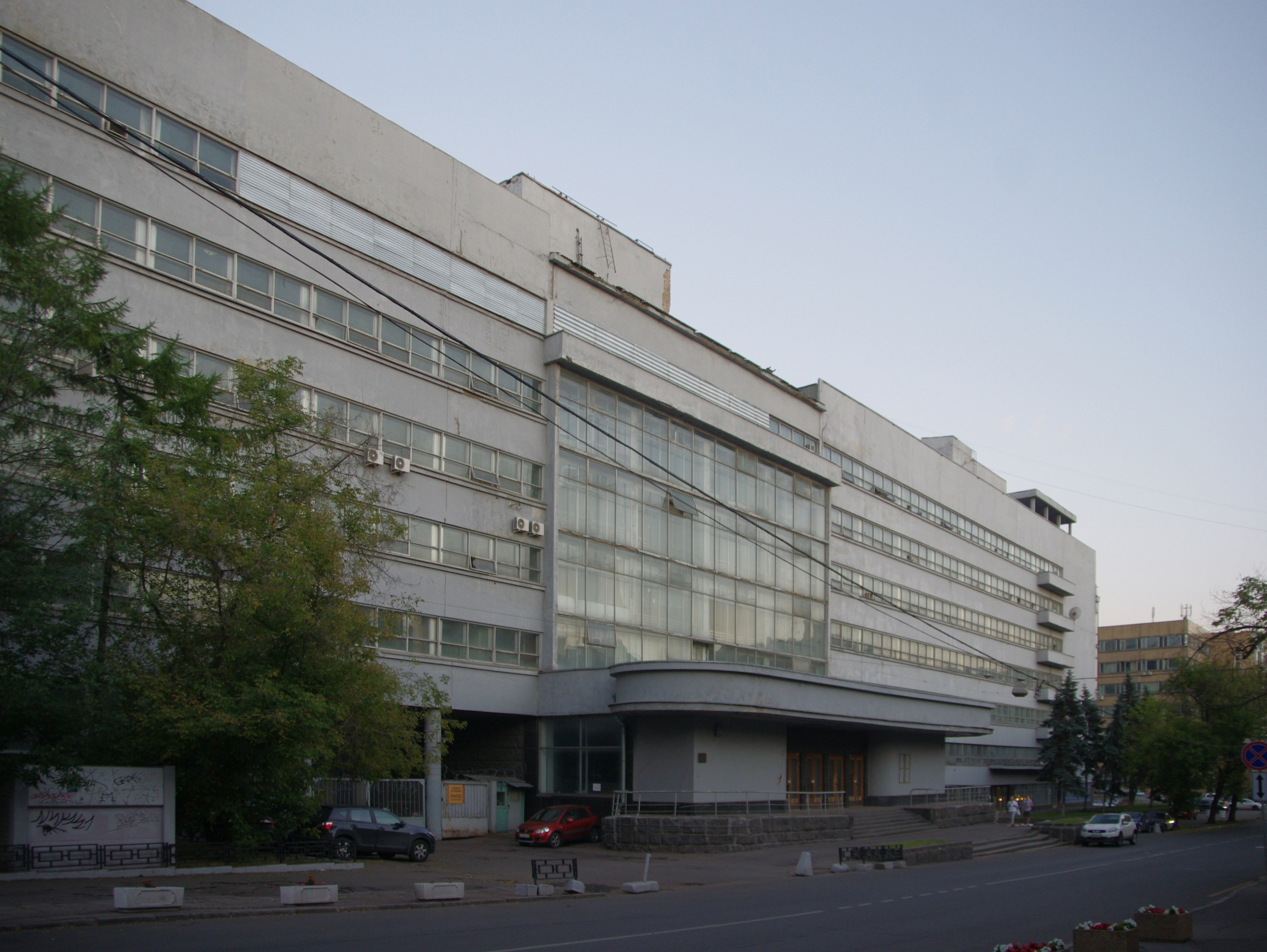
Дом 24 стр.1

- № 24 стр.1 — Полиграфический комбинат газеты «Правда» (1929—1935, архитектор П. А. Голосов);  памятник архитектуры (региональный)[11].
 13 февраля 2006 года сильный пожар, возникший вследствие перегрузки электрической сети современным отопительным оборудованием, уничтожил треть помещений исторического здания[12]. В настоящее время комплекс частично заброшен[13], с сентября 2012 года здание используется для съёмок ток-шоу «Вечер с Владимиром Соловьёвым» для канала «Россия-1».
- № 24 стр.3 — бывшая типография, ныне лофт-клуб «Правда» / Pravda[14].
- № 24 стр.4 — Редакционный корпус газеты «Правда». Сейчас — «Российская газета» (1980, архитекторы: Е. М. Гуткин, К. Л. Дышко, инженеры: Ю. Г. Вострокнутов, Э. И. Альперина).
- № 26 — Бизнес-центр «Северное сияние» (2006, архитекторы С. Б. Ткаченко, В. В. Бельский, С. Ануфриев)[15].

## Транспорт

### Автобус
По северной части улицы Правды от 5-й улицы Ямского Поля до улицы Нижняя Масловка проходит односторонний маршрут автобуса 382 (остановка «Ямское Поле»). У южного конца улицы, на Ленинградском проспекте, расположена остановка автобусов м1, н1, 27, 82, 384, 382, 356,345, т70 «Улица Правды»; у северного, на Нижней Масловке, — остановка автобусов 82, 727, т42, 379 «Вятская улица», на 5-й улице Ямского Поля, в месте пересечения с улицей Правды, — остановка автобуса 82 «Издательство „Пресса“».

### Метро
- Станции  Белорусская Замоскворецкой линии и  Белорусская Кольцевой линии (соединены переходом) — южнее улицы, на площади Белорусского Вокзала
- Станция  Савёловская Серпуховско-Тимирязевской линии и  Савёловская Большой кольцевой линии (соединены переходом) — в конце улицы, на площади Савёловского Вокзала

### Железнодорожный транспорт
- Белорусский вокзал — южнее улицы, на площади Тверская Застава
- Савёловский вокзал — в конце улицы, на площади Савёловского Вокзала
- Платформа  Савёловская — в конце улицы, на площади Савёловского Вокзала